# Roning under sommer-OL 2000
Roning var med på det olympiske program for 23. gang under Sommer-OL i 2000 i Sydney. Der blev konkurreret i totalt fjorten roøvelser, otte for mænd og seks for kvinder. Rumænien blev bedste nation med tre guldmedaljer.

## Medaljefordeling
| Roning under sommer-OL 2000 | Roning under sommer-OL 2000 | Roning under sommer-OL 2000 | Roning under sommer-OL 2000 | Roning under sommer-OL 2000 | Roning under sommer-OL 2000 |
| --------------------------- | --------------------------- | --------------------------- | --------------------------- | --------------------------- | --------------------------- |
| Placering                   | Land                        | Guld                        | Sølv                        | Bronze                      | totalt                      |
| 1.                          | Rumænien                    | 3                           | 0                           | 0                           | 3                           |
| 2.                          | Tyskland                    | 2                           | 1                           | 3                           | 6                           |
| 3.                          | Storbritannien              | 2                           | 1                           | 0                           | 3                           |
| 4.                          | Frankrig                    | 2                           | 0                           | 1                           | 3                           |
| 5.                          | Italien                     | 1                           | 2                           | 1                           | 4                           |
| 6.                          | New Zealand                 | 1                           | 0                           | 0                           | 1                           |
| 6.                          | Polen                       | 1                           | 0                           | 0                           | 1                           |
| 6.                          | Slovenien                   | 1                           | 0                           | 0                           | 1                           |
| 6.                          | Hviderusland                | 1                           | 0                           | 0                           | 1                           |
| 10                          | Australien                  | 0                           | 3                           | 2                           | 5                           |
| 11.                         | Holland                     | 0                           | 3                           | 0                           | 3                           |
| 12.                         | USA                         | 0                           | 1                           | 2                           | 3                           |
| 13                          | Bulgarien                   | 0                           | 1                           | 0                           | 1                           |
| 13                          | NOR Norge                   | 0                           | 1                           | 0                           | 1                           |
| 13                          | Schweiz                     | 0                           | 1                           | 0                           | 1                           |
| 16                          | Canada                      | 0                           | 0                           | 1                           | 1                           |
| 16                          | Danmark                     | 0                           | 0                           | 1                           | 1                           |
| 16                          | Kroatien                    | 0                           | 0                           | 1                           | 1                           |
| 16                          | Litauen                     | 0                           | 0                           | 1                           | 1                           |
| 16                          | Rusland                     | 0                           | 0                           | 1                           | 1                           |
| Sum antal medaljer          | Sum antal medaljer          | 14                          | 14                          | 14                          | 42                          |

## Mænd

### Singelsculler
| Placering | Udøvere          | Land | Tid     |
| --------- | ---------------- | ---- | ------- |
| 1.        | Robert Waddell   | NZL  | 6:48.90 |
| 2.        | Xeno Müller      | SUI  | 6:50.55 |
| 3.        | Marcel Hacker    | GER  | 6:50.83 |
| 4.        | Derek Porter     | CAN  | 6:51.10 |
| 5.        | Ivo Janakijev    | BUL  | 6:57.32 |
| 6.        | Jüri Jaanson     | EST  | 6:59.15 |
| 7.        | Gerard Egelmeers | NED  | 6:55.29 |
| 8.        | Don Smith        | USA  | 6:59.82 |

### Dobbeltsculler
| Placering | Udøvere                           | Land | Tid     |
| --------- | --------------------------------- | ---- | ------- |
| 1.        | Luka Špik Iztok Čop               | SLO  | 6:16.63 |
| 2.        | Olaf Tufte Fredrik Bekken         | NOR  | 6:17.98 |
| 3.        | Giovanni Calabrese Nicola Sartori | ITA  | 6:20.49 |
| 4.        | Sebastian Mayer Stefan Röhnert    | GER  | 6:23.58 |
| 5.        | Tibor Pető Ákos Haller            | HUN  | 6:27.04 |
| 6.        | Adam Korol Marek Kolbowicz        | POL  | 6:32.11 |
| 7.        | Frédéric Kowal Adrien Hardy       | FRA  | 6:20.72 |
| 8.        | Henry Nuzum Mike Ferry            | USA  | 6:21.71 |

### Dobbeltsculler, letvægt
| Placering | Udøvere                                 | Land | Tid     |
| --------- | --------------------------------------- | ---- | ------- |
| 1.        | Tomasz Kucharski Robert Sycz            | POL  | 6:21.75 |
| 2.        | Elia Luini Leonardo Pettinari           | ITA  | 6:23.47 |
| 3.        | Pascal Touron Thibaud Chapelle          | FRA  | 6:24.85 |
| 4.        | Ingo Euler Bernhard Rühling             | GER  | 6:26.54 |
| 5.        | Markus Gier Michael Gier                | SUI  | 6:28.52 |
| 6.        | Hitoshi Hase Daisaku Takeda             | JPN  | 6:29.74 |
| 7.        | Haimish Karrasch Bruce Hick             | AUS  | 6:26.21 |
| 8.        | Vasileios Polymeros Panagiotis Miliotis | GRE  | 6:27.79 |

### Toer uden styrmand
| Placering | Udøvere                                 | Land | Tid     |
| --------- | --------------------------------------- | ---- | ------- |
| 1.        | Michel Andrieux Jean-Christophe Rolland | FRA  | 6:33.97 |
| 2.        | Ted Murphy Sebastian Bea                | USA  | 6:33.80 |
| 3.        | Matthew Long James Tomkins              | AUS  | 6:34.26 |
| 4.        | Edward Coode Gregory Searle             | GBR  | 6:34.38 |
| 5.        | Đorđe Višacki Nikola Stojić             | YUG  | 6:38.70 |
| 6.        | Ramon di Clemente Donovan Cech          | RSA  | 6:43.10 |
| 7.        | Phil Graham Henry Hering                | CAN  | 6:33.60 |
| 8.        | Oliver Martinov Ninoslav Saraga         | CRO  | 6:35.18 |

### Dobbeltfirer
| Placering | Udøvere                                                                | Land | Tid     |
| --------- | ---------------------------------------------------------------------- | ---- | ------- |
| 1.        | Agostino Abbagnale Alessio Sartori Rossano Galtarossa Simone Raineri   | ITA  | 5:45.56 |
| 2.        | Jochem Verberne Dirk Lippits Diederik Simon Michiel Bartman            | NED  | 5:47.91 |
| 3.        | Marco Geisler Andreas Hajek Stephan Volkert André Willms               | GER  | 5:48.64 |
| 4.        | Peter Hardcastle Jason Day Stuart Reside Duncan Free                   | AUS  | 5:50.32 |
| 5.        | Simon Stürm Christian Stofer Michael Erdlen André Vonarburg            | SUI  | 5:54.88 |
| 6.        | Aleksandr Martsjenko Oleg Lykov Aleksandr Zaskalo Leonid Sjaposjnikov  | UKR  | 5:55.12 |
| 7.        | Michael Hall Nicholaas Peterson Ian McGowan Jacob Wetzel               | USA  | 5:49.76 |
| 8.        | Karol Łazar Sławomir Kruszkowski Adam Bronikowski Michał Wojciechowski | POL  | 5:51.79 |

### Firer uden styrmand
| Placering | Udøvere                                                          | Land | Tid     |
| --------- | ---------------------------------------------------------------- | ---- | ------- |
| 1.        | James Cracknell Steve Redgrave Timothy Foster Matthew Pinsent    | GBR  | 5:56.24 |
| 2.        | Walter Molea Riccardo Dei Rossi Lorenzo Carboncini Carlo Mornati | ITA  | 5:56.62 |
| 3.        | James Stewart Ben Dodwell Geoffrey Stewart Bo Hanson             | AUS  | 5:57.61 |
| 4.        | Jani Klemenčič Milan Janša Rok Kolander Matej Prelog             | SLO  | 5:58.34 |
| 5.        | Michael Wherley Eric Mueller James Koven Wolfgang Moser          | USA  | 6:02.34 |
| 6.        | David Schaper Scott Brownlee Toni Dunlop Rob Hellstrom           | NZL  | 6:09.13 |
| 7.        | Daniel Fauché Antoine Beghin Laurent Beghin Gilles Bosquet       | FRA  | 6:01.29 |
| 8.        | Filip Filipić Ivan Smiljanić Boban Ranković Mladen Stegić        | YUG  | 6:01.54 |

### Firer uden styrmand, letvægt
| Placering | Udøvere                                                           | Land | Tid     |
| --------- | ----------------------------------------------------------------- | ---- | ------- |
| 1.        | Laurent Porchier Jean-Christophe Bette Yves Hocdé Xavier Dorfman  | FRA  | 6:01.68 |
| 2.        | Simon Burgess Anthony Edwards Darren Balmforth Robert Richards    | AUS  | 6:02.09 |
| 3.        | Søren Madsen Thomas Ebert Eskild Ebbesen Victor Feddersen         | DEN  | 6:03.51 |
| 4.        | Salvatore Amitrano Franco Sancassani Catello Amarante Carlo Gaddi | ITA  | 6:03.77 |
| 5.        | Mark Rowand Ross Hawkins Roger Tobler Michael Hasselbach          | RSA  | 6:07.67 |
| 6.        | Marcus Schneider Gregory Ruckman Paul Teti Thomas Auch            | USA  | 6:10.09 |
| 7.        | Iain Brambell Chris Davidson Gavin Hassett Jon Baere              | CAN  | 6:04.31 |
| 8.        | Joris Trooster Jeroen Spaans Simon Kolkman Robert van der Vooren  | NED  | 6:05.96 |

### Otter
| Placering | Udøvere | Land | Tid     |
| --------- | --- | ---- | ------- |
| 1.        | Andrew Lindsay Ben Hunt-Davis Simon Dennis Louis Attrill Luka Grubor Kieran West Fred Scarlett Steve Trapmore Rowley Douglas (styrmand)                    | GBR  | 5:33.08 |
| 2.        | Christian Ryan Alastair Gordon Nicholas Porzig Robert Jährling Mike McKay Stuart Welch Daniel Burke Jaime Fernandez Brett Hayman (styrmand)                | AUS  | 5:33.88 |
| 3.        | Igor Francetić Tihomir Franković Tomislav Smoljanović Nikša Skelin Siniša Skelin Krešimir Čuljak Igor Boraska Branimir Vujević Silvijo Petriško (styrmand) | CRO  | 5:34.85 |
| 4.        | Gioacchino Cascone Franco Berra Mario Palmisano Marco Penna Valerio Pinton Raffaello Leonardo Alessandro Corona Luca Ghezzi Gaetano Iannuzzi (styrmand)    | ITA  | 5:35.37 |
| 5.        | Bryan Volpenhein Robert Kaehler Porter Collins Thomas Welsh David Simon Christian Ahrens Garrett Miller Jeffrey Klepacki Pete Cipollone (styrmand)         | USA  | 5:39.16 |
| 6.        | Costel Mutescu Vasile Măstăcan Cornel Nemţoc Florian Tudor Viorel Talapan Andrei Bănică Gheorghe Pârvan Dorin Alupei Dumitru Răducanu (styrmand)           | ROM  | 5:43.89 |
| 7.        | Michael Belenkie Bryan Donnelly Matt Swick Tom Herschmiller Lawrence Varga Morgan Crooks David Calder Adam Parfitt Chris Taylor (styrmand)                 | CAN  | 5:36.30 |
| 8.        | Adri Middag Peter van der Noort Niels van der Zwan Gerritjan Eggenkamp Geert-Jan Derksen Gijs Kind Geert Cirkel Nico Rienks Merijn van Oijen (styrmand)    | NED  | 5:36.63 |

## Kvinder

### Singelsculler
| Placering | Udøvere                      | Land | Tid     |
| --------- | ---------------------------- | ---- | ------- |
| 1.        | Jekaterina Karsten           | BLR  | 7:28.14 |
| 2.        | Roemjana Nejkova             | BUL  | 7:28.15 |
| 3.        | Katrin Rutschow-Stomporowski | GER  | 7:28.99 |
| 4.        | Julia Aleksandrova           | RUS  | 7:36.57 |
| 5.        | Georgina Douglas             | AUS  | 7:37.88 |
| 6.        | Sonia Waddell                | NZL  | 7:43.71 |
| 7.        | Mayra González               | CUB  | 7:32.29 |
| 8.        | Agnieszka Tomczak            | POL  | 7:33.20 |

### Dobbeltsculler
| Placering | Udøvere                                | Land | Tid     |
| --------- | -------------------------------------- | ---- | ------- |
| 1.        | Jana Thieme Kathrin Boron              | GER  | 6:55.44 |
| 2.        | Pieta van Dishoeck Eeke van Nes        | NED  | 7:00.36 |
| 3.        | Birutė Šakickienė Kristina Poplavskaja | LTU  | 7:01.71 |
| 4.        | Carol Skricki Ruth Davidon             | USA  | 7:02.61 |
| 5.        | Elisabeta Lipă Veronica Cochelea       | ROM  | 7:05.05 |
| 6.        | Marina Hatzakis Bronwyn Roye           | AUS  | 7:05.35 |
| 7.        | Carolina Lüthi Bernadette Wicki        | SUI  | 7:02.35 |
| 8.        | Céline Garcia Gaëlle Buniet            | FRA  | 7:04.73 |

### Dobbeltsculler, letvægt
| Placering | Udøvere                                      | Land | Tid     |
| --------- | -------------------------------------------- | ---- | ------- |
| 1.        | Constanţa Burcică Angela Alupei              | ROM  | 7:02.64 |
| 2.        | Valerie Viehoff Claudia Blasberg             | GER  | 7:02.95 |
| 3.        | Christine Collins Sarah Garner               | USA  | 7:06.37 |
| 4.        | Sally Newmarch Virginia Lee                  | AUS  | 7:12.04 |
| 5.        | Kim Plugge Pia Vogel                         | SUI  | 7:15.57 |
| 6.        | Kirsten van der Kolk Marit van Eupen         | NED  | 7:17.89 |
| 7.        | Bénédicte Luzuy Christelle Fernandez-Schulte | FRA  | 7:10.70 |
| 8.        | Elżbieta Kuncewicz Ilona Mokronowska         | POL  | 7:12.76 |

### Toer uden styrmand
| Placering | Udøvere                                     | Land | Tid     |
| --------- | ------------------------------------------- | ---- | ------- |
| 1.        | Georgeta Damian Doina Ignat                 | ROM  | 7:11.00 |
| 2.        | Rachael Taylor Kate Slatter                 | AUS  | 7:12.56 |
| 3.        | Missy Ryan Karen Kraft                      | USA  | 7:13.00 |
| 4.        | Emma Robinson Theresa Luke                  | CAN  | 7:15.48 |
| 5.        | Helen Margaret Fleming Colleen Jill Orsmond | RSA  | 7:16.84 |
| 6.        | Lenka Wech Claudia Barth                    | GER  | 7:20.08 |
| 7.        | Albina Ligatsjova Vera Potsjitajeva         | RUS  | 7:17.87 |
| 8.        | Nina Proskoera Jevgenija Andriejeva         | UKR  | 7:20.82 |

### Dobbeltfirer
| Placering | Udøvere                                                                      | Land | Tid     |
| --------- | ---------------------------------------------------------------------------- | ---- | ------- |
| 1.        | Manja Kowalski Meike Evers Manuela Lutze Kerstin Kowalski                    | GER  | 6:19.58 |
| 2.        | Guin Batten Gillian Lindsay Katherine Grainger Miriam Batten                 | GBR  | 6:21.64 |
| 3.        | Oksana Dorodnova Irina Fedotova Joelia Levina Larisa Merk                    | RUS  | 6:21.65 |
| 4.        | Diana Miftachoetdinova Tatjana Oestjoezjanina Svetlana Mazij Jelena Ronzjina | UKR  | 6:25.71 |
| 5.        | Hilary Gehman Jennifer Dore Laurel Korholz Kelly Salchow                     | USA  | 6:30.26 |
| 6.        | Bianca Carstensen Katrin Gleie Sarah Lauritzen Dorthe Pedersen               | DEN  | 6:31.30 |
| 7.        | Kerry Knowler Monique Heinke Julia Wilson Sally Robbins                      | AUS  | 6:37.22 |
| 8.        | Liu Lijuan Han Jing Sun Guangxia Liu Lin                                     | CHN  | 6:39.51 |

### Otter
| Placering | Udøvere | Land | Tid     |
| --------- | --- | ---- | ------- |
| 1.        | Georgeta Damian Viorica Susanu Ioana Olteanu Veronica Cochelea Maria Magdalena Dumitrache Elisabeta Lipă Liliana Gafencu Doina Ignat Elena Georgescu (styrmand)   | ROM  | 6:06.44 |
| 2.        | Anneke Venema Carin ter Beek Nelleke Penninx Pieta van Dishoeck Eeke van Nes Tessa Appeldoorn Marieke Westerhof Elien Meijer Martijntje Quik (styrmand)           | NED  | 6:09.39 |
| 3.        | Heather McDermid Heather Davis Dorota Urbaniak Theresa Luke Emma Robinson Alison Korn Laryssa Biesenthal Buffy Alexander Lesley Thompson (styrmand)               | CAN  | 6:11.58 |
| 4.        | Irina Bazilevskaja Marina Koezmar Olga Bereznjeva Marina Znak Joelia Bitsjik Inessa Zacharevskaja Natalja Gelach Olga Tratsevskaja Valentina Chochlova (styrmand) | BLR  | 6:13.57 |
| 5.        | Victoria Roberts Alison Davies Jodi Winter Bronwyn Thompson Rachael Kininmonth Kristina Larsen Emily Martin Jane Robinson Katie Foulkes (styrmand)                | AUS  | 6:15.16 |
| 6.        | Katherine Maloney Linda Miller Amy Martin Betsy McCagg Torrey Folk Amy Fuller Sarah Jones Lianne Nelson Rajanya Shah (styrmand)                                   | USA  | 6:16.87 |
| 7.        | Alison Sanders Rowan Carroll Elise Laverick Francesca Zino Alison Trickey Alexandra Beever Kate MacKenzie Lisa Eyre Charlotte Miller (styrmand)                   | GBR  |         |